# Lycksökaren
Lycksökaren (engelska: From the Terrace) är en amerikansk långfilm från 1960 i regi av Mark Robson, med Paul Newman, Joanne Woodward, Myrna Loy och Ina Balin i rollerna. Manuset skrevs av Ernest Lehman baserad på From the Terrace (1958) av John O'Hara.

## Handling
Den ambitiösa Alfred Eato (Paul Newman) tvingas välja mellan sitt kärlekslösa äktenskap till den otrogne, men rika Mary (Joanne Woodward) och den unga Natalie (Ina Balin).

## Rollista
| Paul Newman       | – Alfred Eaton           |
| Joanne Woodward   | – Mary St. John          |
| Myrna Loy         | – Martha Eaton           |
| Ina Balin         | – Natalie Benzinger      |
| Leon Ames         | – Samuel Eaton           |
| Elizabeth Allen   | – Sage Rimmington        |
| Barbara Eden      | – Clemmie Shreve         |
| George Grizzard   | – Alexander 'Lex' Porter |
| Patrick O'Neal    | – Dr. Jim Roper          |
| Felix Aylmer      | – James Duncan MacHardie |
| Raymond Greenleaf | – Fritz Thornton         |
| Malcolm Atterbury | – George Fry             |
| Raymond Bailey    | – Mr. Eugene St.John     |
| Ted de Corsia     | – Mr. Ralph W. Benziger  |
| Howard Caine      | – Creighton Duffy        |

## Produktion
Romanen berättar Alfreds hela historia, från barndom till toppen av sin karriär. Filmen koncentrerar sig till en mer smal och romantisk del av berättelsen.

## Mottagande
Varietys recensent ansåg att filmen till stora delar blev klyschig och Mark Robsons gamla stil av regi inte alls hjälpte den. New York Times recensent Howard Thompson var mer positiv:
| ” | This is a handsome picture, well-performed and emotionally intriguing as it describes the rise of a young business man and the corrosive dead-lock of his loveless marriage. | „ |